# Welyka Nowosilka
Welyka Nowosilka (ukrainisch Велика Новосілка; russisch Великая Новосёлка Welikaja Nowosjolka) ist eine Siedlung städtischen Typs im Osten der Ukraine in der Oblast Donezk mit etwa 5.800 Einwohnern (2016). Die Ortschaft war bis Juli 2020 der Verwaltungssitz des Rajons Welyka Nowosilka.

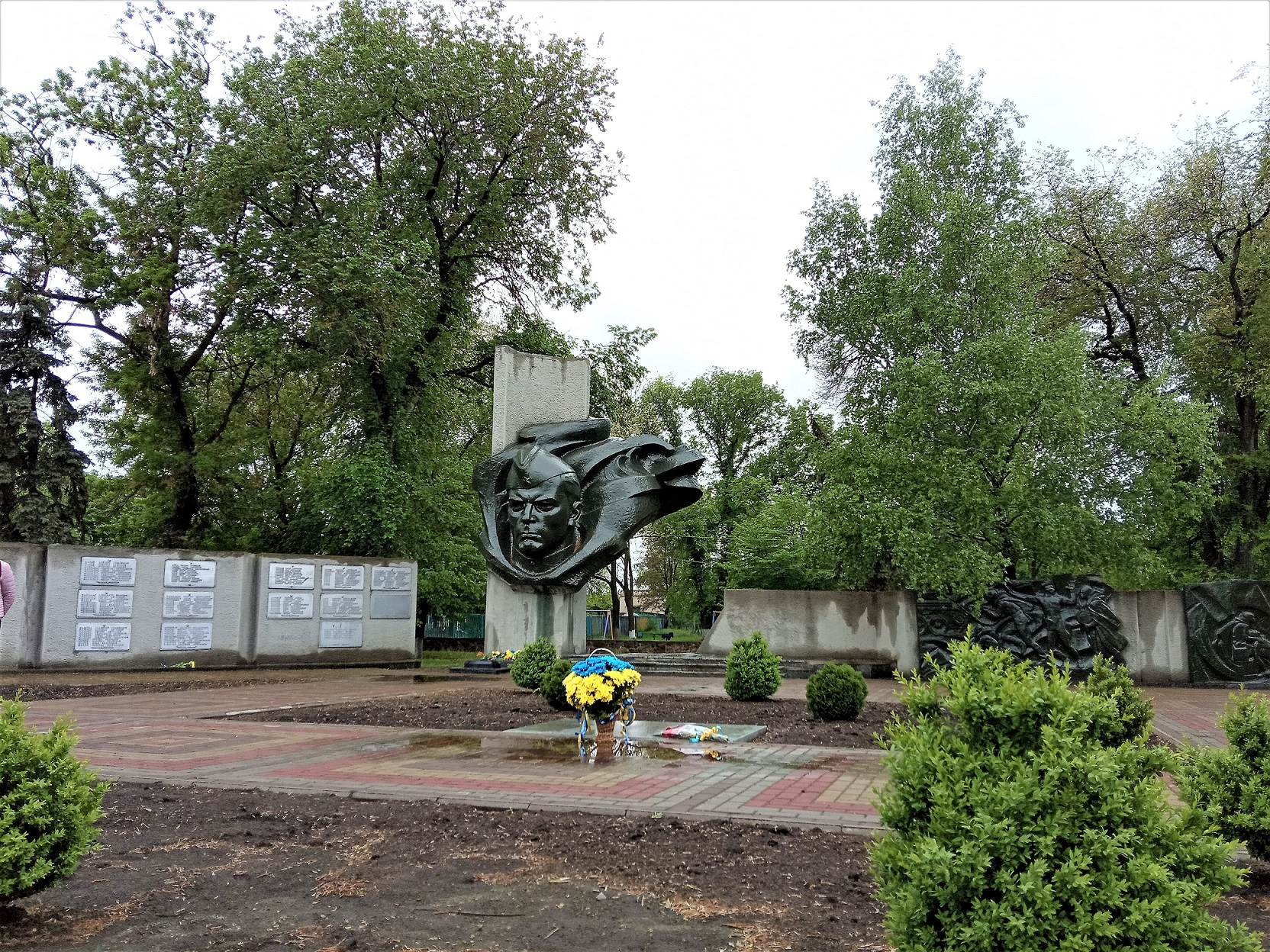
Denkmal für die Gefallenen des Zweiten Weltkriegs (2020)

## Geographie
Welyka Nowosilka liegt im Westen der Oblast Donezk 90 km westlich vom Oblastzentrum Donezk am rechten Ufer des Mokri Jaly (ukrainisch Мокрі Яли), einem 147 Kilometer langen Nebenfluss der Wowtscha.

## Geschichte
Die Siedlung wurde im Jahre 1779 von griechischen Siedlern, die von der Krim abwanderten, gegründet. Im März 1923 wurde das Dorf Rajonzentrum. Bis zum 7. Juni 1946 hieß der Ort Welykyj Janissol (ukrainisch Великий Янісоль). Am 10. Oktober 1941 wurde Welyka Nowosilka von der Wehrmacht besetzt und am 12./13. September 1943 von der Roten Armee befreit.
1965 erhielt das Dorf den Status einer Siedlung städtischen Typs.
Während des  Russisch-Ukrainischen Krieges versuchten Separatisten der Volksrepublik Donezk 2014 den Ort zu erobern, scheiterten jedoch. Im März 2022 wurde Welyka Nowosilka Frontstadt, russische Truppen rückten bis auf das wenige Kilometer südlich der Ortschaft gelegene Neskuchne vor. Weiter Versuche der Russischen Seite das Dorf zu erobern wurden in den nächsten Monaten abgewehrt. Durch die  Ukrainische Gegenoffensive ab Juni 2023 wurden die Russen aus der Nähe des Dorfes zurückgedrängt. Erst nach dem Fall Wuhledars im Oktober 2024 rückten russische Einheiten wieder auf das Dorf vor und begannen die ukrainischen Landgewinne der Gegenoffensive zu revidieren. Nach einer Teileinkesselung ukrainischer Truppen und deren Abzug, gelang es der russischen Seite am 28. Januar 2025 Welyka Nowosilka zu erobern.

## Verwaltungsgliederung
Am 12. Juni 2020 wurde die Siedlung zum Zentrum der neugegründeten Siedlungsgemeinde Welyka Nowosilka (Великоновосілківська селищна громада/Welykonowosilkiwska selyschtschna hromada). Zu dieser zählen auch die 21 in der untenstehenden Tabelle aufgelisteten Dörfer sowie die 7 Ansiedlungen Blahodatne, Jasna Poljana, Odradne, Roslyw, Rosdolne, Solota Nywa und Uroschajne, bis dahin bildete sie zusammen mit den Dörfern Neskutschne, Nowyj Komar und Wremiwka sowie der Ansiedlung Blahodatne die gleichnamige Siedlungsratsgemeinde Welyka Nowosilka (Великоновосілківська селищна рада/Welykonowosilkiwska selyschtschna rada) im Zentrum des Rajons Welyka Nowosilka.
Am 17. Juli 2020 wurde der Ort ein Teil des Rajons Wolnowacha.
Folgende Orte sind neben dem Hauptort Welyka Nowosilka Teil der Gemeinde:
| Name                     | Name           | Name                             |
| ukrainisch transkribiert | ukrainisch     | russisch                         |
| ------------------------ | -------------- | -------------------------------- |
| Andrijiwka               | Андріївка      | Андреевка (Andrejewka)           |
| Bahatyr                  | Багатир        | Богатырь (Bogatyr)               |
| Blahodatne               | Благодатне     | Благодатное (Blagodatnoje)       |
| Jasna Poljana            | Ясна Поляна    | Ясная Поляна (Jasnaja Poljana)   |
| Kostjantynopil           | Костянтинопіль | Константинополь (Konstantinopol) |
| Makariwka                | Макарівка      | Макаровка (Makarowka)            |
| Neskutschne              | Нескучне       | Нескучное (Neskutschnoje)        |
| Nowopil                  | Новопіль       | Новополь (Nowopol)               |
| Nowosilka                | Новопіль       | Новосёлка (Nowossjolka)          |
| Nowoukrajinka            | Новоукраїнка   | Новоукраинка (Nowoukrainka)      |
| Nowyj Komar              | Новий Комар    | Новый Комар (Nowy Komar)         |
| Odradne                  | Одрадне        | Отрадное (Otradnoje)             |
| Oleksijiwka              | Олексіївка     | Алексеевка (Alexejewka)          |
| Petropawliwka            | Петропавлівка  | Петропавловка (Petropawlowka)    |
| Riwnopil                 | Рівнопіль      | Ровнополь (Rownopol)             |
| Rosdolne                 | Роздольне      | Раздольное (Rasdolnoje)          |
| Roslyw                   | Розлив         | Разлив (Rasliw)                  |
| Schachtarske             | Шахтарське     | Шахтёрское (Schachtjorskoje)     |
| Schewtschenko            | Шевченко       | Шевченко                         |
| Selene Pole              | Зелене Поле    | Зелёное Поле (Seljonoje Pole)    |
| Selenyj Kut              | Зелений Кут    | Зелёный Кут (Seljony Kut)        |
| Slowjanka                | Слов'янка      | Славянка (Slawjanka)             |
| Solota Nywa              | Золота Нива    | Золотая Нива (Solotaja Niwa)     |
| Staromajorske            | Старомайорське | Старомайорское (Staromajorskoje) |
| Storoschewe              | Сторожеве      | Сторожевое (Storoschewoje)       |
| Ulakly                   | Улакли         | Улаклы                           |
| Uroschajne               | Урожайне       | Урожайное (Uroschainoje)         |
| Wremiwka                 | Времівка       | Времевка (Wremewka)              |

## Einwohnerentwicklung
| Jahr      | 1959  | 1970  | 1979  | 1989  | 2001  | 2016  |
| --------- | ----- | ----- | ----- | ----- | ----- | ----- |
| Einwohner | 5.074 | 6.637 | 7.399 | 8.222 | 7.493 | 5.870 |

Quelle:

## Persönlichkeiten
- Taras Stepanenko (* 1989); ukrainischer Fußballspieler
- Mykola Schaparenko (* 1998); ukrainischer Fußballspieler